# Циклон-3
«Циклон-3» — трёхступенчатая ракета-носитель лёгкого класса, обеспечивает запуск космических аппаратов массой до 4000 кг, с выведением на низкие и средние околоземные орбиты. Все двигатели РН работают на жидком топливе.
Разработана в КБ «Южное» в 1970-х гг.

## Назначение
Ракета-носитель «Циклон-3» предназначалась для проведения запусков автоматических космических аппаратов научного, прикладного, коммерческого назначения на круговые и эллиптические орбиты в диапазоне высот от 152 до 998 км и наклонением плоскости орбиты 73,6° и 82,5°. 

С её помощью на приполярные орбиты выводились космические аппараты исследования природных ресурсов Земли, погодных явлений, активности Солнца, а также картографические спутники и космические аппараты в интересах обеспечения национальной безопасности и обороны России.

## История создания и эксплуатации

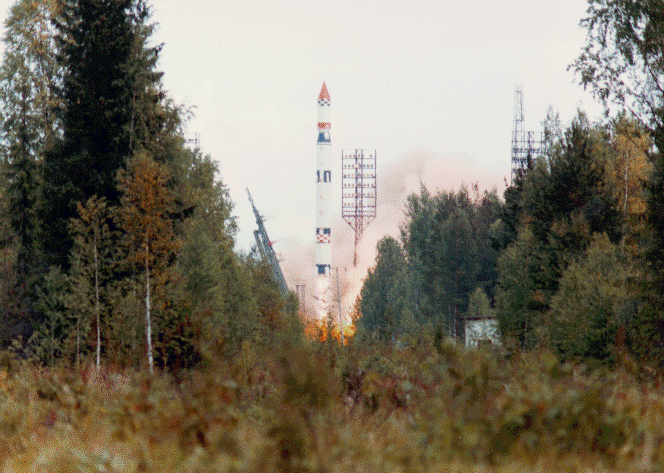
Запуск «Циклона-3» со спутником «Метеор-3» в Плесецке, 15 августа 1991 года

Разработка ракеты-носителя «Циклон-3» (11К68) начиналась под руководством Янгеля в 1966—1967 гг., на базе существующей двухступенчатой межконтинентальной баллистической Р-36.
Был внедрён подход использовать универсальную ступень С5М. Основная идея заключалась в том, что её параметры выбирались таким образом, чтобы массогабаритные характеристики ступени вместе с космическим аппаратом и головным обтекателем были соизмеримы с характеристиками головной части боевых ракет. Это позволяло использовать без существенных доработок в заводских условиях большинство типов боевых баллистических ракет, хотя энергетические возможности новых носителей оказывались несколько ниже максимально возможных, зато экономически выгодно в масштабах отрасли.
При создании ракетно-космического комплекса «Циклон» были внедрены новые подходы к организации работ по подготовке к пуску РН. Уровень автоматизации по циклу предстартовой подготовки и пуска составляет 100 %, а в целом по работам на комплексе — не менее 80 %.
Первый пуск ракеты космического назначения «Циклон-3» на космодроме «Плесецк» состоялся 24 июня 1977. 30 января 2009 года осуществлен последний запуск ракеты «Циклон-3». 12 февраля 2020 года третья ступень ракеты «Циклон-3» взорвалась на орбите, спустя 29 лет после запуска.

## Конструкция
«Циклон-3» выполнена по классической тандемной схеме, все её ступени соединены последовательно.
Третья ступень исполнена в ампульном варианте, что обеспечивает продолжительный период хранения в заправленном состоянии; для уменьшения внешних габаритов ступени её двигательная установка размещена в середине её тороидального топливного отсека.
Третья ступень стыкуется со второй с помощью специального переходного отсека, на который устанавливается головной обтекатель, который защищает третью ступень и космический аппарат от влияния воздушного потока.
Траектория полёта первых двух ступеней ракеты космического назначения «Циклон-3» не зависит от конечной орбиты спутника и выбирается исходя из расположения районов, выделенных для падения отделяющихся частей ракеты-носителя. На нужную орбиту космический аппарат выводится с помощью третьей ступени.
Все двигатели ракеты-носителя работают на жидком топливе. В составе окислителя тетраоксид диазота, горючее — несимметричный диметилгидразин.
Стартовая масса РН составляет 186—190 тонн, высота 39,3 метра. 

Масса полезного груза, выведенного на приполярную круговую орбиту на высоте 200 км составляет 3,6 тонн; для высоты 1000 км — 2,5 тонны.